# 深入山
深入山（しんにゅうざん）は広島県の北西部、山県郡安芸太田町に聳える標高1152,5メートルの山。西中国山地国定公園に指定されている地域に存在し、南麓に国の特別名勝に指定されている三段峡がある。

## 概要
ピラミッドとも形容されるようなドーム状の山容をしている。また、山頂付近まで草原が広がっており、毎年4月に野焼きが行われる。
全山に渡りススキやササなどに覆われ、季節によって様々な草花が山を彩っている。
中国百名山に選定されており、かつ広島百名山のひとつである。山頂からは、臥龍山や聖湖、聖山、恐羅漢山などを望める。
山麓は「蔵座高原」と呼ばれ、いこいの村ひろしまとして整備されている。総面積48ヘクタールの本館をはじめ、その周辺にキャンプ場、テニスコート、スキー場、サイクリングロード、宿泊施設などがある。

### 歴史
かつては、文字通り人里から離れた深い山であった。また、山は古くから放牧場として使用されていたが、牛馬の減少のため昭和30年代（1955年～1964年）頃までに廃止された。現在でも名残として放牧用の土塁が残る。
1969年（昭和44年）1月には、付近の三段峡を中心に西中国山地一帯が「西中国山地国定公園」に指定された。
1974年（昭和49年）9月には、広島市と当時町域に深入山を含めていた戸河内町が共同で山村振興モデル事業に着手し、「いこいの村ひろしま」を建設した。

## 登山コース
山麓800mの地点の蔵座高原から登山道がある。登山ルートは整備されており、登山初心者向きとなっている。積雪期の雪山入門コースとしても知られる。
以下は登山口の一覧。
- 南登山口
- 西登山口
- 東登山口

## 交通アクセス
ここでは、山麓の蔵座高原へのアクセスを記す。
- E2A 中国自動車道戸河内ICから車で約16km。
- 石見交通のバスで、「いこいの村入口」バス停で下車。登山口までは徒歩10分。

## ギャラリー
- 山頂（2023年）
- 南登山口（2013年）